# Meranoplus bicolor
Meranoplus bicolor é uma espécie de formiga do gênero Meranoplus, pertencente à subfamília Myrmicinae.